# Harpagiferidae
Famille
Les Harpagiferidae est une famille de poissons téléostéens de l'ordre des Perciformes. Originaires des eaux de l'Antarctique, ils sont nommés communément « poissons-pilleurs ».

## Liste des genres
Selon ITIS:
- sous-famille Artedidraconinae  (non reconnue par FishBase qui en fait la famille Artedidraconidae, placé sous Perciformes)
  - genre Artedidraco Lönnberg, 1905
  - genre Dolloidraco Roule, 1913
  - genre Histiodraco Regan, 1914
  - genre Pogonophryne Regan, 1914
- sous-famille Harpagiferinae
  - genre Harpagifer Richardson, 1844

Selon FishBase:
- genre Harpagifer
  - Harpagifer andriashevi  Prirodina, 2000
  - Harpagifer antarcticus  Nybelin, 1947
  - Harpagifer bispinis  (Forster, 1801)
  - Harpagifer georgianus  Nybelin, 1947
  - Harpagifer kerguelensis  Nybelin, 1947
  - Harpagifer macquariensis  Prirodina, 2000
  - Harpagifer nybelini  Prirodina, 2002
  - Harpagifer palliolatus  Richardson, 1845
  - Harpagifer spinosus  Hureau, Louis, Tomo & Ozouf, 1980